# Juridictions économiques et financières judiciaires en France
Ne doit pas être confondu avec les juridictions financières administratives comme la Cour des comptes.
En France, les juridictions économiques et financières judiciaires sont constituées de magistrats spécialisés, chargés de traiter des affaires complexes, au niveau interrégional ou au niveau national.
Les affaires les plus simples sont de la compétence des tribunaux judiciaires.

## Historique

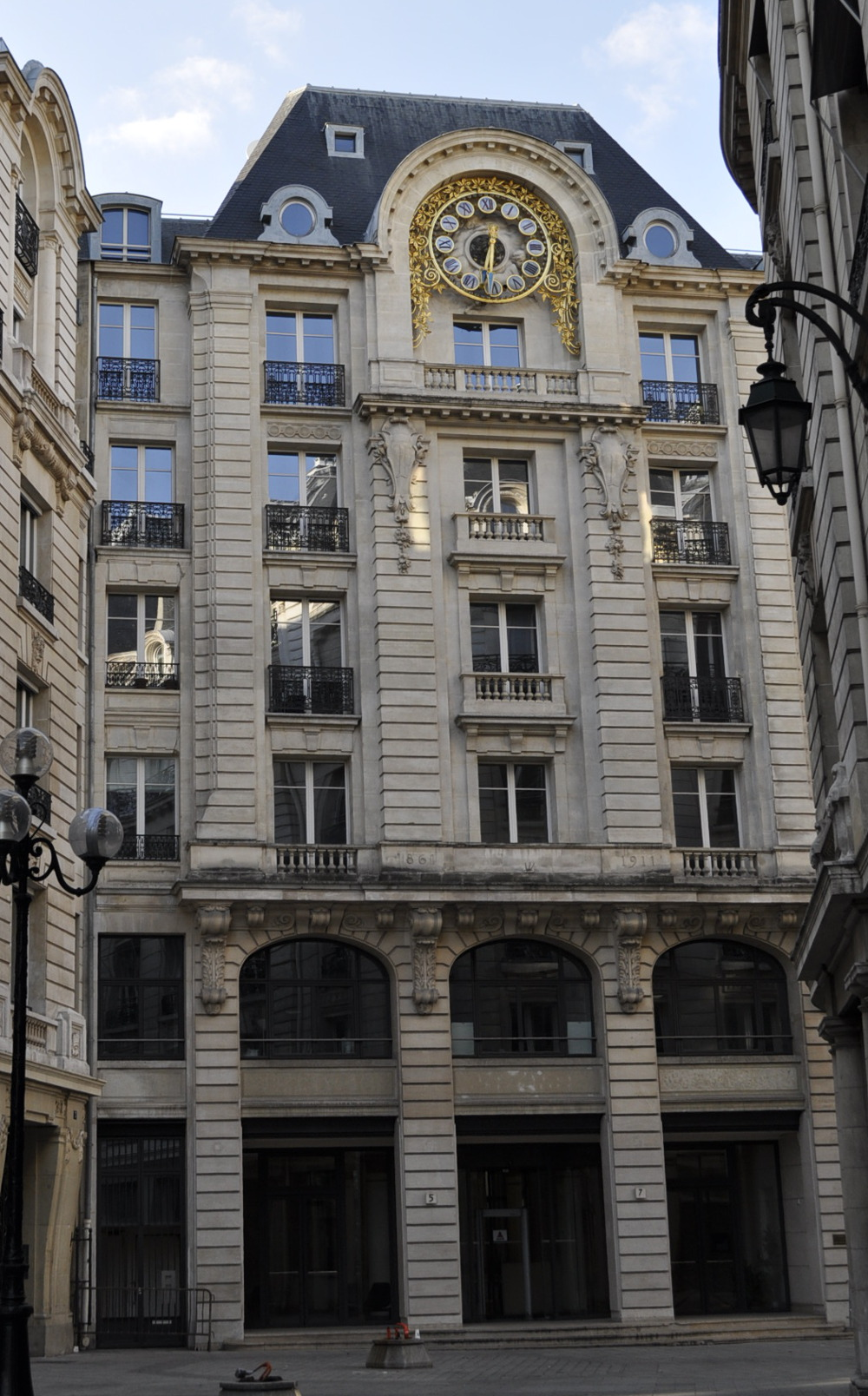
Le pôle économique et financier du tribunal de grande instance de Paris siège au 5-7 rue des Italiens à Paris entre 1999 et 2018 (photo prise en 2015).

Les juridictions régionales spécialisées (JRS) en matière économique et financière ou « pôles économiques et financiers » sont créées par la loi du 6 août 1975 et renforcées par la loi du 1er février 1994 et la loi du 2 juillet 1998. En mars 2003, le pôle économique et financier de Paris compte 27 juges d'instruction, 28 magistrats du parquet, 7 assistants spécialisés (3 à l'instruction et 4 au parquet) et 24 assistants de justice. Celui de Marseille compte 3 magistrats instructeurs spécialisés, 4 magistrats du parquet, 2 assistants spécialisés, 5 assistants de justice, 6 magistrats du siège affectés à la chambre correctionnelle spécialisée.
Les juridictions interrégionales spécialisées (JIRS) sont créées par la loi portant sur l'adaptation de la justice aux évolutions de la criminalité dite « Perben II » en 2004. Elles sont chargées de la lutte contre la criminalité organisée et la délinquance financière. La compétence nationale est alors réservée à la corruption d’agent public étranger et aux délits boursiers. Entre le 1er octobre 2004 et le 31 décembre 2012, les JIRS s’étaient saisies de 2 495 procédures qui se répartissent comme suit : 1 985 procédures de criminalité organisée et 510 procédures en matière économique et financière,. Toujours avec la loi Perben II, le parquet voit ses pouvoirs élargis, et les enquêtes préliminaires sont privilégiées par rapport aux informations judiciaires. Entre 2006 et 2010, le nombre d’ouvertures d’informations judiciaires est passé de 101 à 37,.
Après l’affaire Cahuzac, le gouvernement prépare des projets de loi sur la transparence de la vie publique, sur la délinquance économique et financière et sur l’indépendance du parquet. La loi du 6 décembre 2013 relative à la lutte contre la fraude fiscale et la grande délinquance économique et financière instaure une compétence nationale dans le traitement des infractions présentant un haut degré de complexité, en particulier en matière de lutte contre la corruption et la fraude fiscale. Cette loi instaure un parquet autonome, dirigé par le procureur de la République financier,. Les JRS, jugées redondantes et inefficaces car insuffisamment spécialisées, sont supprimées et leurs compétences sont transférées aux JIRS. La création du parquet autonome est fraîchement accueille par le monde judiciaire, la Cour de cassation avait estimé que « l’extension des compétences du parquet de Paris n’aurait pas appelé de réserves ».

## Juridiction nationale
Les affaires d’une grande complexité de corruption, d’escroquerie, de marchés publics frauduleux, de fraude fiscales et de blanchiment sont traitées par une juridiction nationale.
Au sein du tribunal de grande instance de Paris, le premier président, après avis du président du tribunal de grande instance donné après consultation de la commission restreinte de l’assemblée des magistrats du siège, désigne un ou plusieurs juges d’instruction et magistrats du siège chargés spécialement de l’instruction et du jugement de ces infractions. Ainsi, la 32e chambre du tribunal a été créée pour accueillir en priorité ces dossiers.
Le ministère public est représenté par le procureur de la République financier, placé auprès du tribunal de grande instance de Paris,,,. Le procureur de la République financier est sous l’autorité du procureur général de Paris. Après sa première année d’existence, le parquet était chargé de 236 dossiers, dont 98 en enquête préliminaire,,,.
En 2018, le PNF est constitué de dix-huit magistrats et cinq assistants spécialisés.

## Juridictions interrégionales spécialisées (JIRS)
Dans les affaires qui sont ou apparaîtraient d’une grande complexité, la compétence territoriale d’un Tribunal judiciaire (France) peut être étendue au ressort de plusieurs cours d’appel pour l'enquête, la poursuite, l’instruction et le jugement des infractions économiques et financières et constituent des juridictions interrégionales spécialisées (JIRS).
Au sein de chaque JIRS, le premier président, après avis du président du tribunal judiciaire donné après consultation de la commission restreinte de l'assemblée des magistrats du siège, désigne un ou plusieurs juges d’instruction et magistrats du siège chargés spécialement de l’instruction et du jugement de ces infractions. De même, le procureur général, après avis du procureur de la République, désigne un ou plusieurs magistrats du parquet chargés de l’enquête et de la poursuite de ces infractions.
Ces JIRS sont au nombre de huit : ce sont les TGI de Bordeaux, Lille, Lyon, Marseille, Nancy, Paris, Rennes et Fort de France. Une JRS est maintenue au TGI de Bastia.
La JIRS de Marseille joue un rôle central dans la lutte contre la criminalité organisée corse[réf. nécessaire].

## Magistrats connus
- Jean-François Bohnert, procureur national financier à partir de 2019[19].
- Philippe Courroye, juge au pôle financier du TGI de Paris, entre 1999 et 2007. Il instruit plusieurs affaires concernant Charles Pasqua[20],
- Françoise Desset, doyenne du pôle financier de Paris en 2008[21]
- Jean-Michel Gentil, juge d’instruction de la JIRS de Bordeaux. Il instruit l’affaire Bettencourt entre 2010 et 2013[22]. Il rejoint Paris en 2017[23].
- Éric Halphen,
- Éliane Houlette, procureur national financier entre 2014[24] et 2019[25],
- Jean-Marie d'Huy,
- Eva Joly, juge d'instruction au pôle financier du TGI de Paris, entre 1999 et 2002. Elle instruit l’affaire Elf.
- Roger Le Loire, doyen des juges d'instruction de la JIRS de Paris entre 2010 et 2017[26],[23], il instruit entre autres l'affaire de l'UIMM, l'affaire Karachi, l'affaire des biens mal acquis, l'affaire Cahuzac ou encore l'affaire Bygmalion.
- Henri Pons,
- Renaud Van Ruymbeke, juge d'instruction au TGI de Paris entre 2000 et 2019[27].
- Xavière Simeoni,
- Dominique de Talancé, dix ans au sein du pôle financier parisien, de sa création à 2008[28],
- Serge Tournaire juge à la JIRS de Marseille puis celle de Paris à partir de 2009 où il succède à Xavière Simeoni[29]; Il instruit notamment l’affaire Bygmalion, l’affaire de l'arbitrage sur le dossier du Crédit lyonnais et l'affaire Fillon[30]. Il devient premier vice-président chargé de l'instruction au TGI de Nanterre en 2019[31],
- Laurence Vichnievsky juge d'instruction au TGI de Paris entre 2009[32] et 2015[33].